# Lil Debbie
Jordan Capozzi, née le 2 février 1990, plus connue sous son nom de scène Lil Debbie est une rappeuse, modèle et modiste américaine.

## Biographie
Jordan Capozzi est née à Albany, en Californie, de parents d'origine italienne. Elle possède la double nationalité italienne et américaine,,. À la fin de ses études secondaires, elle étudie la mode à FIDM.

## Carrière musicale
Elle apparaît pour la première fois en 2011 dans un single de Kreayshawn. 
En 2012, elle collabore avec le rappeur RiFF RaFF pour plusieurs de ses titres.
Le 22 octobre 2013, elle sort son premier album, Queen D.